# Eugene Lazowski
Eugene Lazowski (1913  - 16 de dezembro de 2006) foi um médico polonês que salvou milhares de pessoas na Segunda Guerra Mundial ao criar uma epidemia falsa.

## Segunda Guerra Mundial
Antes do início da Segunda Guerra Mundial, Eugeniusz Łazowski formou-se em medicina na Universidade Józef Piłsudski em Varsóvia, Polônia. Durante a Segunda Guerra Mundial, Łazowski serviu como segundo-tenente do exército polonês em um trem da Cruz Vermelha e, em seguida, como médico militar do Exército Nacional da resistência polonesa. Após a ocupação alemã da Polônia, Łazowski residiu em Rozwadów com sua mulher e filha. Łazowski passou um tempo em um campo de prisioneiros de guerra antes de sua chegada à cidade, onde se reuniu com sua família e começou a praticar medicina com seu amigo da escola de medicina, o Dr. Stanisław Matulewicz. Usando uma descoberta médica de Matulewicz, que pessoas saudáveis poderiam receber uma injeção de uma cepa de Proteus que faria com que apresentassem resultados positivos para tifo sem sofrer a doença, Łazowski criou um surto falso de tifo epidêmico na cidade de Rozwadów (hoje um distrito) de Stalowa Wola), que os alemães colocaram em quarentena. Isso salvou cerca de 8.000 pessoas de serem enviadas para campos de concentração alemães no Holocausto.